# Dina Raabjerg
Dina Raabjerg, née le 6 février 1971 à Brovst (Danemark), est une femme politique danoise, membre du Parti populaire conservateur. Elle est membre du Folketing depuis 2024.

## Biographie
Engagée au sein du Parti populaire conservateur, elle est candidate sur la liste du mouvement aux élections européennes de 2019 mais ne remporte pas de siège. Elle est élue conseillère municipale de Ikast-Brande lors des élections municipales de novembre 2021.
Elle est candidate aux élections législatives anticipées du 1er novembre 2022, mais ne remporte pas assez de voix pour être élue, devenant simplement la première suppléante du Parti populaire conservateur dans la circonscription du Jutland de l'Est. En cette qualité, elle devient députée au Folketing le 3 mars 2024 après le décès de Søren Pape Poulsen, président du parti et député de la circonscription. Quelques jours après le début de son mandat, elle devient la porte-parole du groupe conservateur pour l'emploi et l'énergie. En juin, son rôle est élargi aux questions de technologies, de numérisation, d'égalité des genres et de territoires ruraux et insulaires.